# Dudinka
Dudinka (en iurac: Тут'ын; rus: Дуди́нка) és una ciutat de Rússia, del krai de Krasnoiarsk, que fins al 2007 fou capital del districte autònom de Taimíria. És un important port sobre el riu Ienissei.
Fou fundada el 1662 com un campament d'hivern. Actualment és una important cruïlla d'oleoductes i el 2001 fou tancada als visitants estrangers.

## Clima
Situada més d'un grau i mig dins del cercle polar àrtic, Dudinka té un clima subàrtic (classificació de Köppen: Dfc) amb estius curts i hiverns extremadament freds.
| Dades climàtiques a Dudinka         | Dades climàtiques a Dudinka | Dades climàtiques a Dudinka | Dades climàtiques a Dudinka | Dades climàtiques a Dudinka | Dades climàtiques a Dudinka | Dades climàtiques a Dudinka | Dades climàtiques a Dudinka | Dades climàtiques a Dudinka | Dades climàtiques a Dudinka | Dades climàtiques a Dudinka | Dades climàtiques a Dudinka | Dades climàtiques a Dudinka | Dades climàtiques a Dudinka |
| Mes                                 | gen                         | febr                        | març                        | abr                         | maig                        | juny                        | jul                         | ag                          | set                         | oct                         | nov                         | des                         | anual                       |
| ----------------------------------- | --------------------------- | --------------------------- | --------------------------- | --------------------------- | --------------------------- | --------------------------- | --------------------------- | --------------------------- | --------------------------- | --------------------------- | --------------------------- | --------------------------- | --------------------------- |
| Màxima rècord °C (°F)               | −0.3 (31.5)                 | −0.6 (30.9)                 | 4.2 (39.6)                  | 8.8 (47.8)                  | 26.5 (79.7)                 | 31.2 (88.2)                 | 32.3 (90.1)                 | 30.0 (86)                   | 24.5 (76.1)                 | 12.3 (54.1)                 | 2.7 (36.9)                  | 0.7 (33.3)                  | 32.3 (90.1)                 |
| Màxima mitjana °C (°F)              | −22.7 (−8.9)                | −22.3 (−8.1)                | −15.8 (3.6)                 | −9.3 (15.3)                 | −1.1 (30)                   | 11.1 (52)                   | 19.1 (66.4)                 | 15.8 (60.4)                 | 7.4 (45.3)                  | −4.8 (23.4)                 | −16.3 (2.7)                 | −21.1 (−6)                  | −5 (23)                     |
| Mitjana diària °C (°F)              | −26.9 (−16.4)               | −26.6 (−15.9)               | −21.2 (−6.2)                | −15.1 (4.8)                 | −5 (23)                     | 6.7 (44.1)                  | 13.8 (56.8)                 | 11.2 (52.2)                 | 4.0 (39.2)                  | −7.9 (17.8)                 | −20.5 (−4.9)                | −25.1 (−13.2)               | −9.4 (15.1)                 |
| Mínima mitjana °C (°F)              | −31 (−24)                   | −30.8 (−23.4)               | −26 (−15)                   | −20.2 (−4.4)                | −8.5 (16.7)                 | 3.3 (37.9)                  | 9.5 (49.1)                  | 7.6 (45.7)                  | 1.4 (34.5)                  | −10.9 (12.4)                | −24.7 (−12.5)               | −29.3 (−20.7)               | −13.3 (8.1)                 |
| Mínima rècord °C (°F)               | −56.7 (−70.1)               | −55 (−67)                   | −52.1 (−61.8)               | −45.4 (−49.7)               | −32.6 (−26.7)               | −14.2 (6.4)                 | −0.8 (30.6)                 | −2.5 (27.5)                 | −20.2 (−4.4)                | −38.8 (−37.8)               | −48.7 (−55.7)               | −53.5 (−64.3)               | −56.7 (−70.1)               |
| Precipitació mitjana mm (polzades)  | 44 (1.73)                   | 38 (1.5)                    | 34 (1.34)                   | 30 (1.18)                   | 30 (1.18)                   | 37 (1.46)                   | 44 (1.73)                   | 59 (2.32)                   | 50 (1.97)                   | 59 (2.32)                   | 46 (1.81)                   | 48 (1.89)                   | 519 (20.43)                 |
| Mitjana de dies de pluja            | 0.03                        | 0                           | 0.1                         | 1                           | 6                           | 13                          | 15                          | 17                          | 16                          | 5                           | 0.3                         | 0.1                         | 74                          |
| Mitjana de dies de neu              | 24                          | 22                          | 21                          | 18                          | 18                          | 6                           | 0.2                         | 0.4                         | 9                           | 24                          | 23                          | 24                          | 190                         |
| Humitat relativa mitjana (%)        | 75                          | 75                          | 75                          | 75                          | 79                          | 74                          | 69                          | 78                          | 82                          | 84                          | 79                          | 76                          | 77                          |
| Mitjana mensual d'hores de sol      | 2                           | 32                          | 131                         | 227                         | 245                         | 229                         | 308                         | 196                         | 86                          | 48                          | 7                           | 0                           | 1.511                       |
| Font #1: Pogoda.ru.net              |                             |                             |                             |                             |                             |                             |                             |                             |                             |                             |                             |                             |                             |
| Font #2: NOAA (sun only, 1961–1990) |                             |                             |                             |                             |                             |                             |                             |                             |                             |                             |                             |                             |                             |